# Angelo Scola
Angelo Scola (Milánó, 1941. november 7. –) olasz filozófus és teológus, a Milánói főegyházmegye nyugalmazott érseke, bíboros, korábban Velencei pátriárka.
1941. november 7-én született Milánóban, apja, Carlo Scola, teherautósofőr, bátyja, Pietro több időszakon át Malgrate lombard városka polgármestere volt. Leccóban, a Manzoni Líceumban tanult, majd 1964 és 1967 között a milánói Szent Szív Katolikus Egyetemen hallgatott filozófiát. Disszertációját keresztény filozófiából írta. Diplomájának megszerzése után belépett a Milánói Érseki Szemináriumba. Papi tanulmányait 1969-től a Teramo-Atri egyházmegye szemináriumában folytatta. 1970. július 18-án  Teramóban Abele Conigli püspök pappá szentelte.
1986-tól 1991-ig a Szentszéken a Hittani Kongregáción dolgozott szaktanácsadóként, majd 1991. július 18-án Grosseto püspökévé szentelték. 1995-től a Pápai Lateráni Egyetem rektora volt, majd más vatikáni intézmények tagja lett (II. János Pál Házasság- és Családtudományi Intézet, Papi Kongregáció, Egészségügyi Dolgozók Pápai Tanácsa, Család Pápai Tanácsa, Kultúra Pápai Tanácsa). 2002. január 5-én Velence pátriárkájának nevezték ki, majd a következő évben bíborossá kreálták. II. János Pál pápa 2005-ös halálát követően, majd a 2013-as konklávén esélyesnek tartották a pápai trónra.
2006-ban magyar nyelven megjelent Férfi + nő – A szerelem "súlyos esete" című könyve.
2011. június 28-án Milánó érsekévé nevezték ki, hivatalát szeptember 11-én foglalta el. 2012. április 21-től a Hittani Kongregáció tagja. 2017. július 7-én Ferenc pápa elfogadta lemondását, és nyugalmazta a bíborost. Helyére korábbi segédpüspökét, Mario Delpinit nevezte ki az érseki székbe.

## Magyarul
- Fogadjuk be a valóságot! Gondolatok az egyetem intézményéről; ford. Ordasi Zsuzsa; Szt. István Társulat, Bp., 2003 (Pázmány könyvek sorozat)
- Hans Urs von Balthasar: Vizsgáljatok meg mindent. Beszélgetés Angelo Scolával; ford. Görföl Balázs; Sík Sándor, Bp., 2004 (Megközelítések)
- Férfi+nő. A szerelem "súlyos esete"; ford. Domokos György, Rihmer Zoltán; Szt. István Társulat, Bp., 2006

## Fordítás

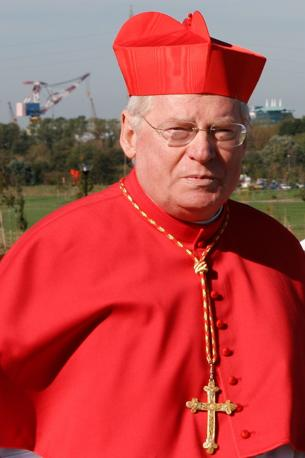
Angelo Scola 2009-ben

- Ez a szócikk részben vagy egészben  az   Angelo Scola című angol Wikipédia-szócikk ezen változatának fordításán alapul.  Az eredeti cikk szerkesztőit annak laptörténete sorolja fel. Ez a jelzés csupán a megfogalmazás eredetét és a szerzői jogokat jelzi, nem szolgál a cikkben szereplő információk forrásmegjelöléseként.